# Mogens Kruse
Mogens Kruse (ca. 1628 – 12. oktober 1677, måske i København) var en dansk officer og godsejer, far til Ulrik Christian Kruse.

## Karl Gustav-krigene
Han var søn af Otte Kruse til Ballegård (død 1628, gift 1. gang med Magdalene Krabbe, født ca. 1581) og Sophie Staverskov (død tidligst 1668, gift 2. gang 1635 med Laurids Ebbesen (Udsen) til Tulstrup, 1559-1646), fik undervisning på Sorø Akademi og immatrikuleredes 1646 ved universitetet i Leiden. 1650 foretog han, da hofjunker, på ny en rejse til udlandet, sandsynligvis for at uddanne sig i krigsvæsenet. Samme år havde hans moder, enke 2. gang efter Laurids Ebbesen til Tulstrup, købt Spøttrup, og af denne gård kom Kruse o. 1653 i besiddelse. Et par år efter blev han ansat som løjtnant ved et kompagni jyske sogneryttere, og 1657 blev han ritmester for kompagniet. Senere på året fik Kruse udnævnelse som generaladjudant til hest. I øvrigt forlyder der intet om hans deltagelse i krigen i dette og det følgende år, men 1659 blev det overdraget ham som oberst at oprette et nørrejysk rytterregiment, og med dette stødte han til landgangshæren, der samledes i Kiel under Hans Schack, og som i forening med Ernst Albrecht von Ebersteins aldeles tilintetgjorde den svenske hær på Fyn 14. november i det glimrende slag ved Nyborg.

## Den Skånske Krig
1661 opløstes regimentet; Kruse fik sin afsked og vendte hjem til Spøttrup. Den tidligere velstående mand var imidlertid som så mange andre af hans standsfæller blevet forarmet ved krigen, og 1665 måtte han gøre opbud. De året efter stedfindende rustninger kom ham nu til pas; han meldte sig på ny til krigstjeneste og blev ansat som chef for det såkaldte Viborgske Kompagni af den jyske rostjeneste. 1670 stilledes han ved den nye ordning i spidsen for rostjenesten over hele landet, og han beklædte denne Post indtil udbruddet af Den Skånske Krig, da det nationale rytteri deltes i det jyske og det sjællandske regiment. Kruse fik anførselen over det første og viste sig ved alle lejligheder under krigen som en rådsnar og kyndig soldat. Særlig udmærkede han sig i slaget ved Lund 4. december 1676, hvor hans regiment under den store rytterattake ved galgebakken greb ind i kampen med kraft og tapperhed for at fravriste fjenden sejren og var det sidste, der forlod denne del af valpladsen.
Kruse var to gange gift: 1. gang 18. september 1653 i Odense med Else Vind (død 9. september 1655), datter af rigsråd Iver Vind (1590-1658) og Helvig Skinkel (1602-1677). 2. gang 21. maj 1661 i Viborg med Helvig Krabbe (begravet 26. juni 1714 i Tårup, Fjends Herred), datter af Iver Krabbe (ca. 1585-1641) og Dorthe Juul (1609-1664, gift 2. gang 1649 med Erik Høg til Bjørnholm, død 1673).
Han er gengivet i et portrætmaleri fra 1700-tallet (Gavnø) efter ukendt forlæg.